# Новозеландская мерлуза
Новозеландская мерлуза, или австралийская мерлуза, или многопёрая мерлуза, или южная мерлуза (лат. Merluccius australis), — вид лучепёрых рыб из семейства мерлузовых (Merlucciidae). Морские придонные рыбы. Распространены в умеренных водах Южного полушария. Максимальная длина тела 155 см. Ценная промысловая рыба.

## Описание
Тело прогонистое, умеренно сжатое с боков, покрыто циклоидной чешуёй. Южная мерлуза имеет наиболее тонкое тело из всех представителей рода. Голова короткая, уплощённая в дорсовентральном направлении, её длина укладывается 3,5—4,0 раза в стандартную длину тела. Верхний профиль головы прямой. Чешуя на назальной мембране отсутствует. Рот конечный, косой. Нижняя челюсть немного выступает вперёд. Подбородочный усик отсутствует. Зубы на обеих челюстях острые, клыковидные; есть зубы на сошнике, на нёбных костях отсутствуют. Рыло вытянутое, его длина равна 33,2—37,2 % длины головы. Межглазничное расстояние обширное, слегка приподнятое, его ширина составляет 24,7—30,4 % длины головы. Жаберные тычинки короткие и толстые с тупыми окончаниями; на первой жаберной дуге 11—15 тычинок. Два спинных плавника. В первом спинном плавнике один колючий и 9—12 мягких лучей. Во втором спином плавнике 39—45 мягких лучей; в средней части находится заметная выемка. Анальный плавник с 40—46 мягкими лучами, расположен напротив второго спинного плавника и имеет сходную выемку в средней части. Грудные плавники длинные и тонкие, но их окончания не доходят до начала анального плавника у особей длиннее 50 см. Хвостовой плавник усечённый, иногда слегка выпуклый у мелких особей. Боковая линия с 144—171 чешуйками, отстоит далеко от верхнего профиля тела, несколько приподнята в передней части. Позвонков 53—58.
Верхняя сторона тела серо-стального цвета с голубоватым оттенком, бока несколько светлее, брюхо серебристо-белое. Плавники тёмные.
Максимальная длина тела 155 см, обычно до 80 см.

## Биология
Морские бентопелагические рыбы. У берегов Новой Зеландии взрослые особи южной мерлузы обитают на глубинах до 1400 м, чаще в диапазоне глубин 250—900 м; неполовозрелые особи в возрасте одного года встречаются ближе к побережью на глубинах менее 250 м. У берегов Южной Америки обнаружены на глубинах от 62 до 800 м. Половой зрелости достигают в возрасте 4—8 лет. Самцы созревают при средней длине тела 65 см, а самки — 72 см. Нерестятся в течение 3—4-х зимних месяцев (июль — сентябрь). Максимальная продолжительность жизни 25—30 лет.
Питаются преимущественно рыбами. В состав рациона входят макруронусы (в частности новозеландский макруронус, Macruronus novaezelandiae), южная путассу (Micromesistius australis), миктофовые, ошибневые (чёрный конгрио, Genypterus blacodes), нототениевые. В желудках иногда обнаруживали кальмаров и эуфаузиид.

## Ареал
Распространены в умеренных водах Южного полушария. Ареал распадается на две части. Новозеландская популяция: острова Южный, Чатем, Тасмания. Южноамериканская популяция: от острова Чилое в Тихом океане, вокруг южной оконечности Южной Америки, в Атлантическом океане до 38° ю. ш., в Южном океане до 59° ю. ш..

## Взаимодействие с человеком
Ценная промысловая рыба. Максимальный вылов зарегистрирован в 1988 году — 72,7 тыс. тонн. Мировые уловы в 2000—2011 гг. варьировали от 31 до 57 тыс. тонн. Основные страны, ведущие промысел новозеландской мерлузы: Новая Зеландия, Япония, Южная Корея, Аргентина, Чили.
Ловят донными и разноглубинными тралами, главным образом с больших траулеров. Мясо вкусное. Реализуется в мороженом виде. Используется также печень.